# Castrojimeno
Castrojimeno ist eine Gemeinde in der spanischen Provinz Segovia. Sie liegt im Süden der Autonomen Region Kastilien und León, an der Nordwestabdachung der Sierra de Guadarrama. Sie hat 31 Einwohnern (Stand: 2024). 

## Geographie
Castrojimeno liegt etwa 48 Kilometer nordnordöstlich vom Stadtzentrum von Segovia in einer Höhe von ca. 1075 m.
Castrojimeno befindet sich innerhalb der Zone des kontinentalen mediterranen Klimas.

## Bevölkerungsentwicklung
| Jahr      | 1970 | 1981 | 1991 | 2001 | 2011 | 2021 |
| Einwohner | 163  | 64   | 51   | 42   | 37   | 32   |

## Sehenswürdigkeiten

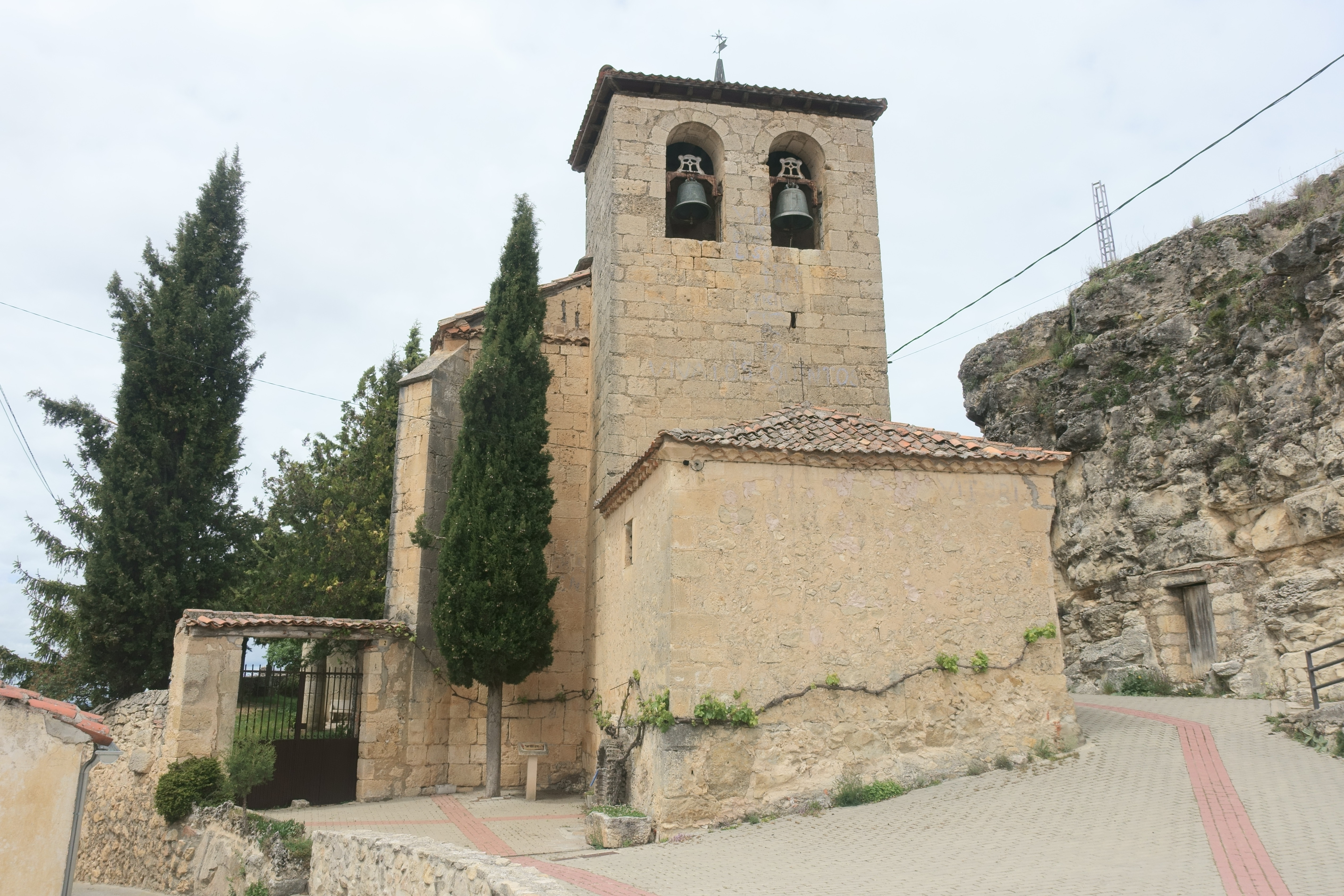
Marienkirche
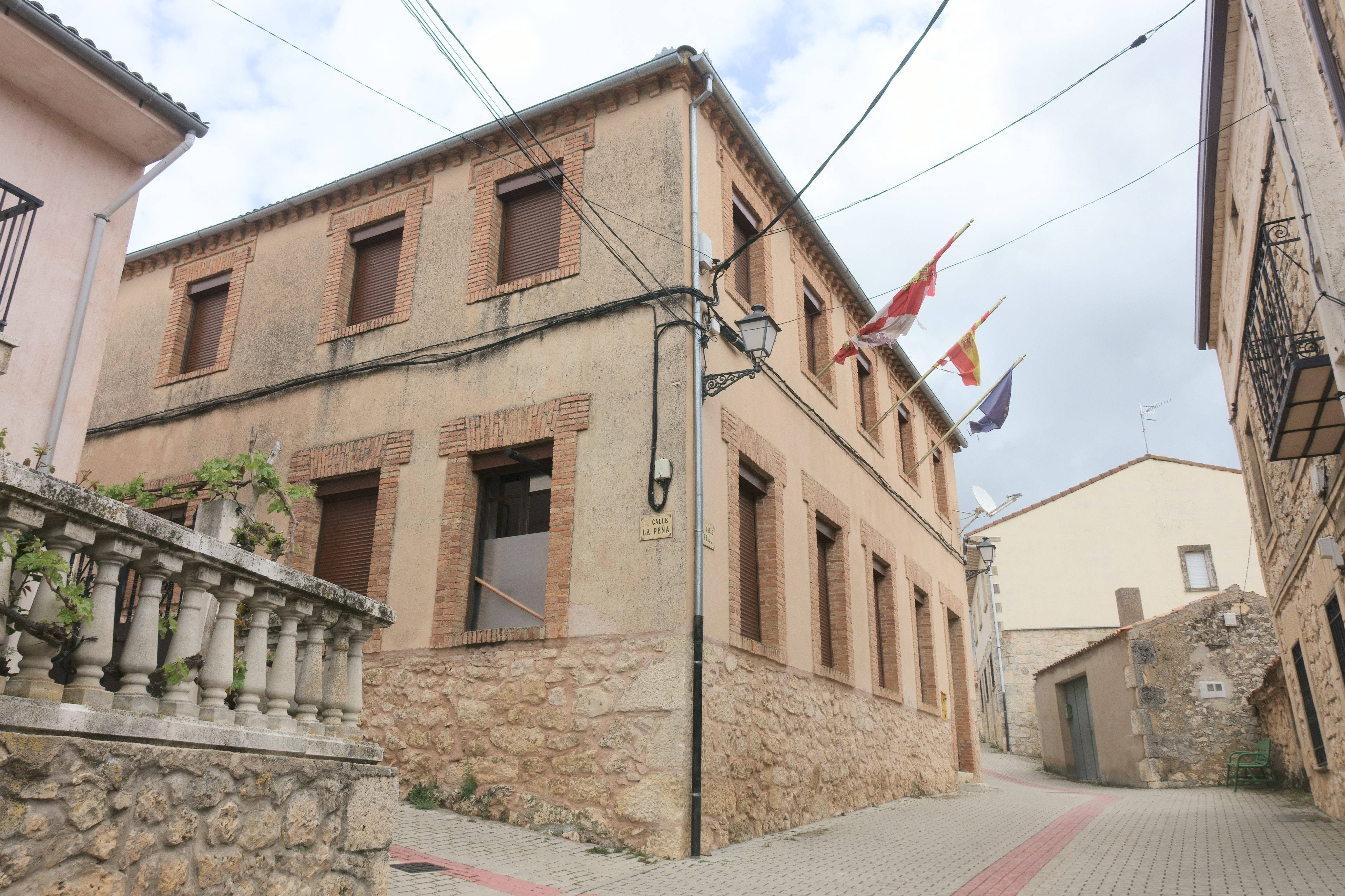
Rathaus

- Marienkirche
- Rathaus